# Friedrich Gottlieb von Löwenstern
Friedrich Gottlieb Freiherr von Löwenstern (* um 1668; † nach 1727) war ein Verwaltungsjurist in erst württembergischem, dann hessen-darmstädtischen Staatsdienst sowie Namensgeber der Löwengrube bei Altdorf.

## Leben
Friedrich Gottlieb von Löwenstern war der Sohn des Kaiserlichen Generalkriegskommissars Johann Elsener von Löwenstern, der 1676 zu Wien als von Löwenstern in den Reichsfreiherrenstand erhoben wurde.
Friedrich Gottlieb von Löwenstern war schon in jungen Jahren so vermögend, dass er als Student an der Universität Altdorf bei dem am 11. März 1686 von seinem Hofmeister Johann Christian Christ neu entdeckten Felsenkeller bei Altdorf bei Nürnberg innerhalb einer Studentengruppe als Sponsor auftreten konnte, worauf die Höhle nach ihm Löwengruft, seit dem 19. Jahrhundert auch als Löwengrube, benannt wurde. In jenem Jahr trug er sich auch zu Altdorf in das Stammbuch des Studenten Johann Ludwig Apinus (1668–1703), später Professor der Medizin in Altdorf, ein. Das Fragment dieses Stammbuchs befindet sich heute in der Württembergischen Landesbibliothek als Bestandteil der Sammlung Frommann.
Löwenstern war als Jurist zuerst Respondent in Jena und Tübingen. Die Einladung zu seiner Promotion wurde 1690 in Jena gedruckt.

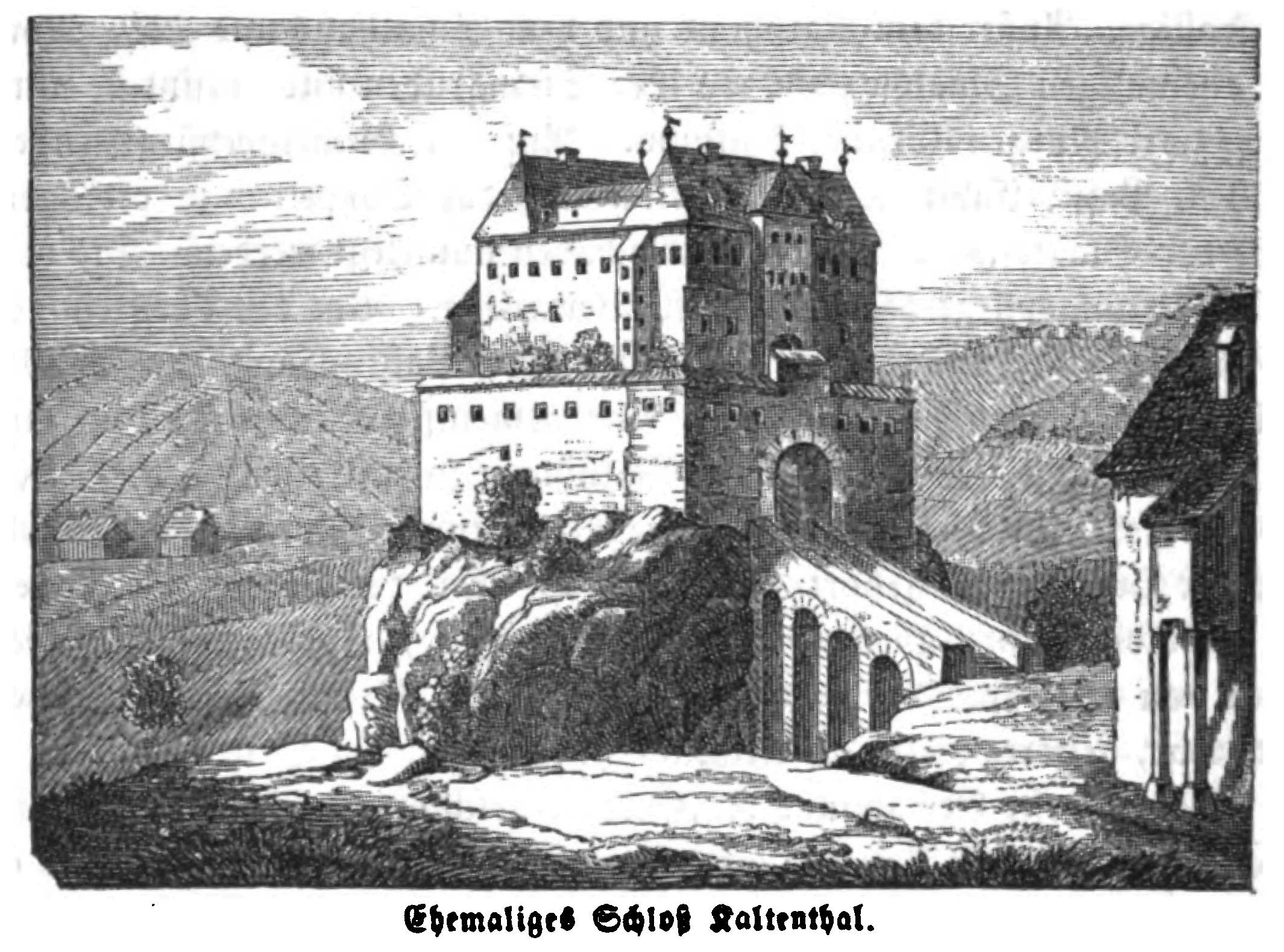
Schloss Kaltental, 1696–1709 im Besitz des Freiherrn Friedrich Gottlieb von Löwenstern

1696 kaufte er von den Herren von Remchingen, der Familie seiner Frau, das adelige Erblehengut zu Kaltental mit dem Schloss Kaltental „mit allen Rechten, Gerechtigkeiten und Lasten“, dem Meier- und Mühlenhaus und Naturaleinkünften für 10 000 fl. Davon waren 5 000 fl bar zu zahlen, die Restsumme in Raten auf die herrschaftliche Eisenfaktorei zu Königsbronn.
Ebenfalls 1696, erteilte er ein Darlehen an Franz Karl von Gemmingen, der ihm dafür die Mühle „in dem lehnbaren Ort Tiefenbronn“ als Pfand gab, das 1707 wieder eingelöst wurde. Den Ort Tiefenbronn selbst verkaufte (bzw. verpfändete) Franz Karl von Gemmingen 1696 an Friedrich Anton von Löwenstern. Am 22. November 1697 verkaufte Baron Friedrich Gottlieb von Löwenstern zu Stuttgart dem Herzog Eberhard Ludwig von Württemberg den „Elsässer Brunnen“, wofür er unter anderem das Nutzungsrecht der zwei Brunnengärten auf dem Himmelsberg und eines Rohrs des Elsässer Brunnens als Viehtränke übertragen bekommt.
Kurz vor 1706 erwarb Friedrich Gottlieb von Löwenstern in Stuttgart das stattliche Haus Stiftstraße 10, die Alte Propstei. Löwenstern verschönerte das Haus, baute einen Saal und kaufte ein Hinterhaus dazu. Von der Stadt erhielt er die Erlaubnis, einen Teil der Stadtmauer abzubrechen und darauf zu bauen. Über dem Eingang des Hauses ließ er sein Wappen anbringen mit der Inschrift: Friedrich Gottlieb Freiherr von Löwenstern. Loysa Gottliebin gebohrene von Remchingen 1706 Gott mit Uns, was Ende des 19. Jahrhunderts noch zu sehen war.
Löwenstern verkaufte das adelige Erblehengut zu Kaltental mit allen Rechten, Gerechtigkeiten und Lasten, wie er es 1696 von den Herren von Remchingen gekauft hatte, am 18. Juli 1709 an Herzog Eberhard Ludwig von Württemberg. Damals war er herzoglicher Oberrat und Hofgerichtsassessor sowie Rat und Hofmeister der jüngeren Herzoginwitwe Magdalena Sibylla von Württemberg (1652–1712), einer Tochter des Landgrafen Ludwig VI. von Hessen-Darmstadt, die 1677 bis 1693 Regentin war. In dem Kaltentaler Kaufbrief wurden zudem folgende Bedingungen aufgenommen: Das Recht der Familie Löwenstern auf Kirchenstühle und Begräbnis in der Kirche zu Möhringen auf den Fildern, die Ausbezahlung eines Schlüsselgeldes von 100 Talern oder 200 fl an Frau Loysa Gottliebe Freiin von Löwenstern geborene von Remchingen, den Verbleib des Beständers Hans Claus Martin bis zum 23. April 1710 im Mühlenhaus, sowie der im Schloss wohnenden Personen bis zum 11. November 1709 und die Übernahme des Bestandsmeiers Johannes Rueffer.
Als württembergischer Regierungsratsvizepräsident suchte Freiherr von Löwenstern am 7. Januar 1712 um eine Besoldungsverbesserung an. Am 3. März 1716 erließ der Herzog ein Dekret über seine vierteljährige Besoldungsnachfolge.
Schließlich bekleidete er das Amt eines herzoglich württembergischen Regierungspräsidenten. Nach etwa zehn Jahren verlor er seine Stellung in Stuttgart und verkaufte sein dortiges Haus am 25. Juni 1722 an den Hof- und Regierungsrat Johann Bernhard Pfau. Er ging dann in landgräflich hessen-darmstädtischen Staatsdienst, wo er am Hof in Darmstadt zum Geheimen Regierungs- und Konsistorialrat avancierte.

## Familie
Verheiratet war Löwenstern mit Ludovica (Louisa) Gottliebe, geb. von Remchingen auf Schloss Kaltental, das er 1709 an den Herzog von Württemberg verkaufte. Bekannt ist ein gemeinsamer Sohn, der um 1701/1702 in Darmstadt geborene Maler und Dichter Christian Ludwig von Löwenstern.

## Schriften
- Friedrich Gottlieb von Löwenstern und Ferdinand Christoph Harpprecht, Iuris communis et provincialis Marchico-Badensis differentiae principes : in materia contractuum, successionis ex testamento, et ab intestato, ut et in criminalibus sive ad iuris Marchico-Badensis Part. IV. V. VI. & VII. Tübingen, 1691[17]

Digitalisat des Exemplars der Bayerischen Staatsbibliothek
- Peter Mueller und B. Paul Bornefeld unter Mitwirkung von Friedrich Gottlieb von Loewenstern und Wolf(gang) von Metternich, Aetas justa, Jena 1690 (Disputation)[18]
- Friedrich Gottlieb von Löwenstern: Erster und Hauptprospect des Fürstlichen Baues wie solcher sowohl gegen den Vorhoff anzusehen als sich auch gegen das große Bassin und die Hauptallee praesentiert. um 1705[19]
- Friedrich Gottlieb von Löwenstern: Dritter und letzter prospect des fürstl. Baues, wie solcher von der hindern Seite gegen den Garten anzusehen. um 1705[20]
- Friedrich Gottlieb von Löwenstern und Ferdinand Christoph Harpprecht: Disp. iuris communis et provincialis Marchico-Badensis differentiae principes. Tübingen 1737[21]